# Lake Champlain (Schiff, 1988)
Lake Champlain war ein Lenkwaffenkreuzer, der von 1988 bis 2023 im Dienst der United States Navy stand. Sie gehörte der Ticonderoga-Klasse an und trug die Schiffskennung CG-57.

## Geschichte

### Name
Der Name des Schiffes leitet sich von der Schlacht bei Plattsburgh im Jahr 1814 ab, auch bekannt als Schlacht vom Champlainsee oder Schlacht auf dem Lake Champlain im Verlauf des Britisch-Amerikanischen Krieges. Der Lake Champlain ist ein See in den US-Bundesstaaten Vermont und New York und in der kanadischen Provinz Québec.
Während der aktiven Dienstzeit in den Jahren 1988 bis 2023 war dem Namen das Präfix „U.S.S.“ als Abkürzung für United States Ship vorangestellt. Als Schiffskennung vergeben wurde das Kürzel CG für den Schiffstyp Cruiser, Guided Missile in Verbindung mit der innerhalb dieses Schiffstyps eindeutigen Kennnummer 57.
Vor dem Lenkwaffenkreuzer gab es bereits zwei Schiffe mit dem gleichen Namen bei der US-Navy: Von 1918 bis 1919 stand das Frachtschiff Lake Champlain (AC-7) in Dienst und von 1945 bis 1966 der Flottenflugzeugträger Lake Champlain (CV-39) der Essex-Klasse.

### Bau
Die Lake Champlain wurde 1983 bei der Werft Ingalls Shipbuilding in Auftrag gegeben. Dort wurde der Kreuzer 1986 auf Kiel gelegt und nach 13 Monaten vom Stapel gelassen.  Die Indienststellung bei der United States Navy erfolgte 1988 in New York City, danach fuhr die U.S.S. Lake Champlain durch die Magellanstraße in den Pazifik in ihren Heimathafen in San Diego. Bei schlechtem Wetter verlor das Schiff dabei Teile des Bugs, die im Sturm abgerissen wurden.

### Einsätze
Ihren ersten Einsatz leistete die Lake Champlain während der Operation Desert Storm. Auf der Rückfahrt aus dem Golf unterstützte der Kreuzer dann noch Rettungsmaßnahmen nach der Eruption des Pinatubo auf den Philippinen. Im Rahmen der Operation Enduring Freedom wurde die Lake Champlain auch im Umfeld von Afghanistan eingesetzt.
2006 war der Kreuzer an der Übung Valiant Shield beteiligt, er fuhr in der Flugzeugträgerkampfgruppe um die Ronald Reagan. Anfang 2007 lief der Kreuzer mit der Ronald Reagan aus. Unter anderem nahmen die Schiffe an Übungen mit den japanischen Meeresselbstverteidigungsstreitkräften teil. Im September dockte die Lake Champlain in San Diego ein, um überholt zu werden. Während der Überholung brach am 10. November ein Feuer aus, das zwei Arbeiter verletzte, am Schiff aber keinen größeren Schaden anrichtete.
Im Januar 2009 verlegte die Lake Champlain mit der Kampfgruppe um die Boxer in den Westpazifik und den Persischen Golf. Ende 2010 folgte eine Einsatzfahrt in den Atlantik und den Nahen Osten. Unter anderem nahm der Kreuzer an U-Jagd-Übungen mit den Marinen Australien und Italiens teil.
Am 9. Mai 2017 kollidierte ein koreanisches Fischerboot mit U.S.S. Lake Champlain im Japanischen Meer. Beide Schiffe konnten ihre Fahrt weitestgehend unbeschädigt fortsetzen.

### Außerdienststellung
U.S.S. Lake Champlain wurde am 1. September 2023 in Naval Base San Diego aus dem aktiven Dienst verabschiedet. Sie wurde am 8. September 2022 außer Dienst gestellt und aus der Flottenliste gestrichen. Lake Champlain wurde dem NAVSEA Inactive Ships On-site Maintenance Office unterstellt und zur Naval Inactive Ships Maintenance Facility (NISMF) am Puget Sound Naval Shipyard in Bremerton geschleppt, wo sie am 18. September 2023 eintraf und als technische Reserve (Logistic Support Asset) verbleibt.